# Anna Sedokova
Anna Volodymyrivna Sedokova (Oekraïens: Анна Володимирівна Сєдокова) (Kiev, 16 december 1982) is een Oekraïense zangeres.

## Muziekcarrière
Sedokova werd bekend als lid van de groep VIA Gra. Wegens haar huwelijk met Valentin Belkevitsj, een middenvelder van FC Dynamo Kiev, en de geboorte van hun dochtertje Alina verliet ze de groep in 2004. Ze werd vervangen door Svitlana Loboda. In april 2006 besloot ze om een solo muziekcarrière te starten. Enkele nummers waaronder Moj Serdtse (Mijn Hart) en Moj Geroj (Mijn Held) bereikten de nummer 1-posities in Oekraïne en Rusland.
- International Standard Name Identifier: 0000 0003 7295 9301
- Library of Congress Control Number: no2010065789
- Nationale Bibliotheek van Letland: 000343238
- MusicBrainz: fc42a535-6e4f-4b51-a6c3-f4e7608808ab
- Virtual International Authority File: 120575679
- WorldCat: E39PBJdh6mX8m3bPVkdtMX3RKd